# Christina Aguilera: The Xperience
Christina Aguilera: The Xperience é o primeiro concerto de residência da artista musical norte-americana Christina Aguilera. Oficialmente anunciada pela própria cantora em 29 de janeiro de 2019 através de suas redes sociais, o espetáculo têm sua produção realizada como parte de seu contrato com a Live Nation Entertainment, com as apresentações realizadas no Zappos Theater, localizado no Planet Hollywood Resort and Casino em Las Vegas, Nevada. Com trinta datas oficializadas, o espetáculo teve seu início em 31 de maio de 2019, ocorrendo em cinco etapas, com o dia 21 de novembro de 2020 sendo o seu encerramento.

## Datas
| Data                    | Público         | Receita     |
| 1ª Etapa                | 1ª Etapa        | 1ª Etapa    |
| ----------------------- | --------------- | ----------- |
| 31 de maio de 2019      | 24.988 / 32.042 | $3.978.466  |
| 1 de junho de 2019      | 24.988 / 32.042 | $3.978.466  |
| 5 de junho de 2019      | 24.988 / 32.042 | $3.978.466  |
| 7 de junho de 2019      | 24.988 / 32.042 | $3.978.466  |
| 8 de junho de 2019      | 24.988 / 32.042 | $3.978.466  |
| 13 de junho de 2019     | 24.988 / 32.042 | $3.978.466  |
| 15 de junho de 2019     | 24.988 / 32.042 | $3.978.466  |
| 16 de junho de 2019     | 24.988 / 32.042 | $3.978.466  |
| 2ª Etapa                |                 |             |
| 20 de setembro de 2019  | 27.756 / 32.308 | $3.702.768  |
| 21 de setembro de 2019  | 27.756 / 32.308 | $3.702.768  |
| 24 de setembro de 2019  | 27.756 / 32.308 | $3.702.768  |
| 27 de setembro de 2019  | 27.756 / 32.308 | $3.702.768  |
| 28 de setembro de 2019  | 27.756 / 32.308 | $3.702.768  |
| 2 de outubro de 2019    | 27.756 / 32.308 | $3.702.768  |
| 4 de outubro de 2019    | 27.756 / 32.308 | $3.702.768  |
| 5 de outubro de 2019    | 27.756 / 32.308 | $3.702.768  |
| 3ª Etapa                |                 |             |
| 28 de dezembro de 2019  | 8.720 / 10.894  | $1.050.939  |
| 30 de dezembro de 2019  | 8.720 / 10.894  | $1.050.939  |
| 31 de dezembro de 2019  | 8.720 / 10.894  | $1.050.939  |
| 4ª Etapa                |                 |             |
| 26 de fevereiro de 2020 | 14.211 / 16.683 | $1.511.851  |
| 29 de fevereiro de 2020 | 14.211 / 16.683 | $1.511.851  |
| 04 de março de 2020     | 14.211 / 16.683 | $1.511.851  |
| 06 de março de 2020     | 14.211 / 16.683 | $1.511.851  |
| 07 de março de 2020     | 14.211 / 16.683 | $1.511.851  |
| 5ª Etapa                |                 |             |
| 11 de novembro de 2020  | —               | —           |
| 13 de novembro de 2020  | —               | —           |
| 14 de novembro de 2020  | —               | —           |
| 18 de novembro de 2020  | —               | —           |
| 20 de novembro de 2020  | —               | —           |
| 21 de novembro de 2020  | —               | —           |
| Total                   | 75.675 / 91.927 | $10.244.024 |

### Datas canceladas
| Data                    | Razão              |
| ----------------------- | ------------------ |
| 27 de dezembro de 2019  | Doença             |
| 28 de fevereiro de 2020 | Problemas técnicos |